# De prospectiva pingendi
Il De prospectiva pingendi (lett. "Della prospettiva del dipingere") è un trattato sulla prospettiva scritto in volgare da Piero della Francesca. La datazione dell'opera è incerta e in ogni caso legata alla tarda maturità dell'autore, tra gli anni sessanta e ottanta del Quattrocento, entro il 1482. Il contenuto del libro fu in buona parte assorbito nel successivo De Divina Proportione del concittadino Luca Pacioli.

## Contenuti
L'opera è divisa in tre parti ispirate al De pictura di Leon Battista Alberti (1435): il "disegno", cioè come dipingere le singole figure, la "commensuratio", ossia come disporle nello spazio, e il "coloro", cioè come colorarle. In particolare il saggio si concentra sulla seconda parte, esaminando la proiezione delle superfici, dei corpi geometrici e dei volumi più complessi, come le parti del corpo umano, indagate cercando un fondamento scientifico della loro rappresentazione.
L'opera, uno dei trattati fondamentali sulle arti figurative del Rinascimento, aveva un tono molto più pratico e specifico rispetto all'opera dell'Alberti (legata a un'inquadratura più teorica e generale), e si rifaceva anche ad argomenti di geometria solida trattati nel precedente scritto di Piero della Francesca, il De quinque corporibus regularibus.
La trattazione, scevra di orpelli filosofici e teologici, è focalizzata sugli aspetti matematico-geometrici, con specifiche applicazioni pratiche, con uno stile sobrio e chiaro. Per questo Piero della Francesca può essere definito a buon diritto uno dei padri del disegno tecnico.
Tra i problemi affrontati emergono il computo del volume della volta e l'elaborazione architettonica della costruzione delle cupole.
A partire da queste opere Leonardo da Vinci scrisse poi il Trattato della pittura.

## Esemplari manoscritti
- Parma, Biblioteca Palatina, ms. Parmense 1576 (in volgare, autografo)
- Reggio Emilia, Biblioteca Panizzi, Mss. Regg. A 41/2 (in volgare, autografi i disegni e le annotazioni marginali)
- Milano, Biblioteca Ambrosiana, ms. D 200 inf. (in volgare)
- Bordeaux, Bibliothèque municipale, ms. 616 (in latino)
- Milano, Biblioteca Ambrosiana, ms. C 307 inf. (in latino)
- Londra, British Library, ms. 10366 (in latino)
- Parigi, Bibliothèque Nationale, ms. Lat. 9337 (in latino)

## Galleria d'immagini

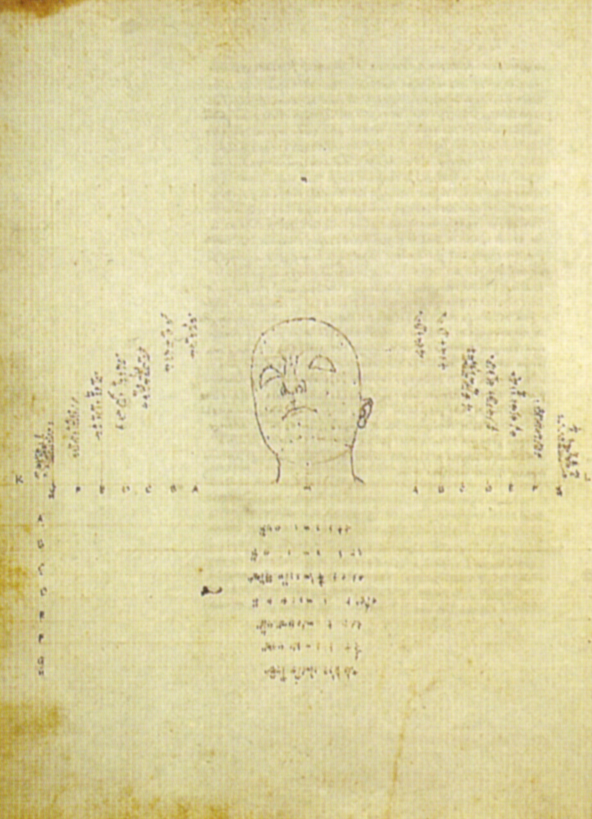
Disegno di una testa scorciata
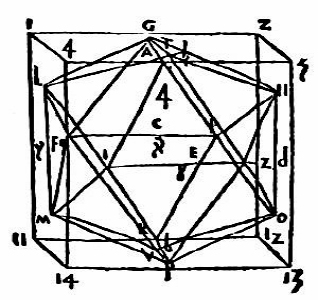
Costruzione di solido complessi